# Wladislaw Jurjewitsch Bobrik
Wladislaw Jurjewitsch Bobrik (russisch Владислав Юрьевич Бобрик; * 6. Januar 1971 in Nowosibirsk, Sowjetunion) ist ein ehemaliger russischer Radrennfahrer.

## Karriere
Zu Beginn seiner Karriere war Bobrik auch als Bahnradfahrer erfolgreich und errang als größten Erfolg bei der Bahn-WM 1991 in Stuttgart die Silbermedaille in der 4000-Meter-Mannschaftsverfolgung bei dem Amateuren.
1993 wechselte er in das Profilager. Sein größter Erfolg im Straßenradsport war sein Sieg im Monument des Radsports Giro di Lombardia im Jahr 1994, als er sich in einer Dreierspitze vor Claudio Chiappucci und Pascal Richard durchsetzte. Im Jahr 1995 gewann er eine Etappe von Paris–Nizza, das er als Zweiter der Gesamtwertung abschloss.
Nach Ablauf der Saison 1999 beendete Bobrik seine Laufbahn als Aktiver.

## Erfolge
1990
- eine Etappe Tour de Trump

1991
- eine Etappe Redlands Bicycle Classic
- Bahn-Weltmeisterschaften – Mannschaftsverfolgung

1994
- eine Etappe Aragon-Rundfahrt
- Lombardei-Rundfahrt

1995
- eine Etappe Paris–Nizza
- Josef Voegeli Memorial

1997
- Memorial Gastone Nencini

## Grand-Tour-Platzierungen
| Grand Tour            | 1993 | 1994 | 1995 | 1996 | 1997 | 1998 |
| --------------------- | ---- | ---- | ---- | ---- | ---- | ---- |
| Giro d’ItaliaGiro     | 61   | –    | 28   | –    | DNF  | 23   |
| Tour de FranceTour    | –    | 62   | –    | –    | –    | DNF  |
| Vuelta a EspañaVuelta | –    | –    | DNF  | 16   | –    | –    |

## Doping
Der Verdacht, dass Bobrik in seiner Zeit beim Team Ballan EPO-Doping betrieben hatte, wurde später bestätigt. Seine Proben aus dem Jahr 1995 wiesen einen Hämatokritwert von 53 auf.